# Armenië op de Paralympische Winterspelen 2014
Armenië was een van de landen die deelnam aan de Paralympische Winterspelen 2014 in Sotsji, Rusland.

## Deelnemers en resultaten
(m) = mannen, (v) = vrouwen 

### Alpineskiën
| Paralympiër    | Onderdeel                | Resultaat | Prestatie      |
| -------------- | ------------------------ | --------- | -------------- |
| Mher Avanesyan | Slalom, staand (m)       | 34e       | 2:30,34        |
| Mher Avanesyan | Reuzenslalom, staand (m) | DNF       | Niet gefinisht |